# Thuận Sơn
Thuận Sơn là một xã thuộc huyện Đô Lương, tỉnh Nghệ An, Việt Nam.
Xã Thuận Sơn có diện tích 7,41 km², dân số năm 1999 là 5100 người, mật độ dân số đạt 688 người/km².